# The Arcade
The Arcade – pierwszy album studyjny amerykańskiej grupy Hyper Crush, wydany 1 maja 2008 roku. Muzycznie łączy w sobie gatunki electropop i hip-hopu. Album zawiera utwory "Disco Tech" i "Slow Motion", które pojawiły się wcześniej Mixtape Volume 1, również wydany przez grupę.

## Lista utworów
1. "Robo Tech" – 3:28
2. "Sex and Drugs" – 3:12
3. "The Arcade" (zawiera sample z gier "Duck Hunt", "Super Mario Bros." i "The Legend of Zelda") – 4:07
4. "Boom Box" – 3:14
5. "Candy Store" – 3:41
6. "Twisted" – 3:23
7. "She's a Freak" – 4:09
8. "Infinite Youth" – 4:24
9. "Meuve Low"[1] (tytuł utworu na iTunes to "Mueve Low"[2]) – 2:41
10. "Disco Tech" – 2:50
11. "Live Forever" – 2:07
12. "Slow Motion" – 2:53
13. "This is My Life" (feat. LMFAO) – 3:58